# Паметници на културата в Копривщица
Паметниците на културата в Копривщица са категоризирани по следния начин: с „Национално значение“, „Народна старина“, с „Местно, ансамблово значение“ и „За сведение“.
В града са съществували до неотдавна около 450 архитектурни и етнографски паметници на културата, намалели в известна степен поради негативните икономически и обществени тендеции. Приетото през 1971 г. постановление на Министерския съвет, с което Копривщица е обявена за град музей се намира вече за остаряло и несъответстващо на нуждите на града; същевременно някои от неговите изисквания, създаването на охранителна зона около града все още не са изпълнени, а не съществува и съответният административен капацитет за това. При едно проучване се оказва, че двадесет и пет процента, а това като бройка са стотина паметника на културата, респективно от културно-историческото наследство на град Копривщица, е отпаднало от категориите поради липса на поддръжка, видоизменения или разрушаване.

## Паметници на културата

### С национално значение
- Къща музей на Любен и Петко Каравелови

Комплексът е строен от местни майстори в продължение на 25 години. Най-старата сграда е зимната сграда, построена през 1810 г. след последното кърджалийско нападение над Копривщица. Тук е експонирана етнографска композиция, която илюстрира традиционния копривщенски бит от ХІХ в. В тази сграда се помещава музейна експозиция, която разказва за живота и делото на именития българин Любен Каравелов. Най-интересният експонат тук е печатарската машина собственост на Любен Каравелов, закупена от Сръбската държавна печатница през 1871 г. На нея освен революционни вестници, печатани от Каравелов и Ботев, след Освобождението е отпечатана и първата българска конституция – Търновската.
Втората сграда, строена през 1820 г., е стопанското помещение – сушилня и склад на копривщенски специалитети – луканки, кавърма, пастърма, наденици, етреници, кръвавици, с които търгувал бащата Стойчо Каравелов (като музеен експонат на двора може да се види коритото от борова коруба, в което домакините замесвали каймата за колбасите).
Последна е строена лятната къща с открит чардак (1835 г.). Тук семейството е живяло през лятото, в топлите месеци на годината.
- Къща музей на поета Димчо Дебелянов – построена около 1830 г.
- Къща музей на революционера Тодор Каблешков

Къщата е построена през 1845 г. в пловдивски стил, от копривщенския майстор Генчо Младенов за богатия бегликчия Лулчо Каблешков. Сградата се отличава със своята симетричност, красиви форми, големите издадени над улицата еркери, красив фронтон с характерната за града кобилична форма над затворен остъклен кьошк, просторен остъклен салон на втория етаж с дърворезбовани тавани, врати и долапи.
- Къща музей на революционера Георги Бенковски – построена 1831 г.
- Къща музей на абаджията Ненчо Ослеков

Къщата е построена в периода между 1853 и 1856 г. по поръчка на копривщенския джелепин Ненчо Ослеков, който по-късно заменя дейността си и търгува в сферата на традиционния копривщенски занаят – абаджийство.
Къщата е изградена от самоковския майстор Уста Минчо, а стенописите са дело на самоковеца Коста Зограф. Специфичното за нея е нарушената симетрия. Поради тесния терен къщата остава с централна част и едно крило. Фасадата се носи от конструкция опряна на колони от три ливански кедъра. Къщата е двуетажна, с полувкопана изба. Към втория етаж води двураменно стълбище с красив дървен ажурен парапет. Впечатляват стенописите в синята и червена гостни стаи, многобройните алафранги, медельони и пейзажи. Забележителни са трите големи зографисани пейзажа на фронтона на сградата, изобразяващи изгледи от Александрия, Кайро и Цариград.
Ненчо Ослеков участва в подготовката на Априлското въстание – в неговата абаджийска работилница са ушити дрехите на участниците във въстанието. Заради тази си дейност след потушаването му той е заловен и обесен в Пловдив.
През 1956 г. къщата е уредена като етнографски музей, станал частен през 2013 година.
- Къща музей на търговеца Петко Лютов

Лютова къща е построена 1854 и е уникален паметник на възрожденската архитектура, стенопис, дърворезба и бит. Строена през 1854 г. от пловдивски майстори за копривщенския джелепин и бегликчия Стефан Топалов. По-късно къщата е продадена на търговеца Петко Лютов.
Състои се от ниско приземие и етаж със симетрично разпределение на помещенията. Външната и украса е пестелива, зографисан е само фронтона, но вътрешната стенопис е внушителна. Двураменно стълбище води посетителите към втория етаж, където пред погледа се открива уникален холкел – една композиция – съчетание на стенопис и дърворезба. Той представлява елипса с осем стенописни медельона, които отразяват екзотични източни пейзажи. От дървен асма таван се спуска красив полилеи. В средата на тавана е разположено елипсовидно дървено слънце. Впечатляват неповторимите по изящна изработка и красота стенописни фризове – корнизи и алафранги. Тази богата стенописна украса в къщата е втори пласт, правен върху първи пласт от около 1860 г.
- Църква „Успение на Пресветая Богородица“ – построена 1817 г. – иконостас

- Археологически резерват „Тракийска резиденция „Смиловене“ – построен преди повече от 2600 г., разработен в периода 1961 – 2006 г.[3]

Това, което я прави уникална, е фактът, че е градена с големи, идеално пасващи една с друга квадри (каменни блокове) – стил, характерен за градежите в Плиска и Преслав, за който се смята, че е внесен на Балканския полуостров от прабългарите. Интересното в случая е, че тракийска резиденция „Смиловене“ е построена по този начин преди 2600 г. от траките.
- Гъркова къща – построена 1842 г.
- Комплекс Доганови къщи – построени 1815 и 1837 г. – къщата на Петко Доганов
- Старирадева къща – построена 1855 г.
- Генчо-Стайкова къща – построена около 1856 г.
- Михаил-Маджарова къща – построена 1853, изгоряла през 2001 г.
- Млъчкова къща – построена 1855 г.
- Павликянска къща – народна старина, построена в средата на 17 век – единствената оцеляла и след трите опожарявания на Копривщица (през 1793, 1804 и 1809 г.)
- Къща и килийно училище „Хаджи Геро Добрович-Мушек“ – построени 1810 г.
- Хаджи Никола-Тороманова къща – построена 1832 г.
- Кантарджийска къща – построена между 1842 и 1870 г.

### С местно ансамблово значение
- Църква „Храм на Светителя отца нашего Николая“ – построена 1842 г.
- Старото училище „Св. Св. Кирил и Методий“ – основано 1822 г.
- Калъчев мост („Мост на Първата пушка“) – построен 1813, възстановен 1913 г.
- Керекова чешма – построена 1751 г.
- Дядо-Либенова къща – построена 1810 г.
- Пинджеѐкова къща – построена 1811 г.
- Чалъкова къща – построена не по-късно от 1815 г.
- Пейовски мост и чешма – построени с личния труд на хаджи Геро Добрович-Мушек през 1826 г.
- Маркова (дантелена) къща – построена 1832 г.
- Моравенова чешма – построена 1843 г.
- Моравенов мост – построен 1844 г.
- Хаджи-Иванчова къща – построена 1848 г.
- Бенева чешма – построена 1850 г.
- Мирчова чешма – построена 1857 г.
- Бозова къща – построена 1859 г.

## Паметници и мемориали
- Мавзолей – костница на загиналите в Априлското въстание с параклис – построен по случай 50-годишнината на въстанието през 1928 г.[5] по проект на арх. Пантелей Цветков
- Надгробен паметник на Димчо Дебелянов, изработен от Иван Лазаров през 1934 г., в двора на храм „Успение на Пресвета Богородица“
- Мемориален комплекс „Човекът, що даде фаталния знак“ – в памет на Георги Бенковски и Хвърковатата чета с девиза „Ставайте робове, аз неща ярем“ по проект на Христо Танев и Петко Татаров през 1976 г.
- Мемориален комплес „Братска могила“ – в памет на загиналите в Съпротивата и Втората световна война 1923 – 1945 на „Бит пазар“ по проект на Георги Гергов и Иван Кесяков през 1958 г.
- Паметник на загиналите в Балканските войни, изработен от Ат. Петров през 1914 г., в двора на старото училище
- Барелеф в памет на обявяването на Априлското въстание, изработен от Анастас Дудулов през 1928 г. до моста на „Първата пушка“
- Бюст-паметник на Георги Бенковски, изработен от Минков през 1961 г., в двора на родния му дом
- Барелеф с текста на Кървавото писмо и паметник на събитията от 1944 година на пл. „20-ти април“
- Бюст-барелеф в памет на Димчо Дебелянов на ул. „Геранилото“, изработен през 1965 г. от Джоко Радивоевич
- Чешма в чест на Рашко Маджаров и кооперативното водоснабдяване на Копривщица и региона в парка на пл. „20-ти Април“
- Паметник в чест на Найден и Петко Попстоянови в парка на кооперативния пазар, където се е намирала родната им къща
- Паметник на Антон Иванов изработен от А. Апостолов и П. Тодоров през 1984 г. на централния административен площад
- Паметник на Любен Каравелов пред СОУ „Любен Каравелов“ изработен от Надежда Петренко и Иван Сиврев
- Бюст-паметник на Любен Каравелов, изработен от Петър Балабанов през 1956 г. в двора на родния му дом
- Паметник на Тодор Каблешков изработен от Йордан Гаврилов и Георги Папагалов през 1980 г.
- Бюст-паметник на Михаил Маджаров изработен през 1946 г. от Иван Лазаров в „Маджаров парк“
- Бюст-паметник на Найден Геров изработен от Минков през 1960 г. пред родния му дом
- Бюст-паметник на Яко Доросиев в двора на родния му дом
- Семейна гробница на Ненчо Палавеев в двора на храм „Успение на Пресвета Богородица“
- Паметна плоча в дома на Райна Стрезова където е живял Михаил Герджиков по време на интернирането му, изработена от Желязко Петков
- Бюст-барелеф в памет на Иван Кривиралчев пред родния му дом
- Пеметна плоча на казака Аврелиян, загинал в Руско-турската освободителна война, в двора на храм „Свети Никола“ поставена на гроба му през 2008 г.
- Паметник на загиналия руснак Аврелиян в Руско-турската освободителна война за освобождението на Копривщица в местността „Джафарица“
- Надгробен паметник на професор архимандрит д-р Евтимий Сапунджиев в двора на храм „Успение на Пресвета Богородица“
- Паметник на Иван Врачев в парка на пл. „20-ти Април“
- Бюст-барелеф в памет на Петко Каравелов пред родния му дом
- Паметен надпис за поп Дончо Плачков на лобното му място в местността „Чардашко дере“
- Надгробен паметник на Иван Джартазанов в местността „Света Петка“
- Мост в чест на 80-годишнината от Априлското въстание с паметен надпис. Мостът е над р. Тополница и се намира на площад „20-ти Април“

## Галерия
- Барелеф на Димчо от Джоко Радивоевич
- Паметник на Тодор Каблешков
- Братската могила
- Паметник на Аврелиян